# Love Maggy
Love Maggy er en britisk stumfilm fra 1921 af Fred LeRoy Granville.

## Medvirkende
- Peggy Hyland som Maggy Chalfont
- Campbell Gullan som Chalfont
- James Lindsay som Fred Woolf
- Maudie Dunham som Joan
- Maidie Hope som Lady Susan
- Lillian Hall-Davis som Alexandra Hersey
- Alfred Drayton som De Preyne